# おまかせランチ
『おまかせランチ』（おまかせランチ）は、たかなししずえによる日本の漫画作品。

## 概要
『なかよし』（講談社）において、1987年に連載された。

## 書誌情報
たかなししずえ 『おまかせランチ』 講談社〈講談社コミックスなかよし〉、全1巻
- 1巻、1988年1月6日発行、ISBN 4-06-178596-6